# Dzikowski
Dzikowski (forma żeńska: Dzikowska; liczba mnoga: Dzikowsky) – polskie nazwisko utworzone sufiksem -ski od nazwy miejscowej Dzikowiec, Dzikowo, Dzikowice lub Dzikowa.

## Osoby noszące nazwisko
- Bartek Dzikowski (1978) – polski piosenkarz i muzyk, gitarzysta i kompozytor;
- Błażej Dzikowski (1976) – polski prozaik i scenarzysta;
- Błażej Dzikowski (poseł) (1881–1940) – polski polityk ludowy;
- Elżbieta Dzikowska (1937) – historyk sztuki i sinolog;
- Grzegorz Dzikowski (1959) – polski żużlowiec i trener żużlowy;
- Jerzy Szczepanik-Dzikowski (1945) – polski architekt;
- Krzysztof Dzikowski (1938) – autor tekstów piosenek, literat, scenarzysta filmowy, poeta, satyryk i dramaturg;
- Krzysztof Dzikowski (lekarz) (1933–1992) – polski lekarz;
- Leopold Dzikowski (1937–2020) – polski dziennikarz i fotoreporter;
- Mieczysław Dzikowski (1837–1900) – polski dramaturg, powieściopisarz i dziennikarz;
- Stanisław Dzikowski (1884–1951) – polski dziennikarz i powieściopisarz;
- Waldy Dzikowski (1959) – polski polityk i samorządowiec.